# Gameforge
Gameforge je vydavatel a vývojář videoher. Představuje skupinu společností, které působí mezinárodně, a má sídlo v německém Karlsruhe. Distribuuje zhruba 20 her přeložených do více než 50 jazyků s přibližně 400 miliony registrovaných uživatelů. Jejich portfolio obsahuje klientské masivně multiplayerové online hry (MMOG), jako jsou TERA, Metin2, Runes of Magic, Wizard101 a AION, a také online hry založené na prohlížeči, jako jsou OGame, Gladiatus, BiteFight nebo Ikariam. Provozuje také mobilní hry. Gameforge zaměstnává více než 300 zaměstnanců a byl založen generálním ředitelem Alexandrem Rösnerem a bývalým generálním ředitelem Klaasem Kerstingem v roce 2003.

## Aktuální hry
| Hra                   | Téma                    | Hráčský avatar                                                                                                   | Báze | Komunitní manažer   |
| --------------------- | ----------------------- | --- | ---- | ------------------- |
| 4Story                | Fantasy                 | Kočkovití, lidé, víly                                                                                            |      | Pinky               |
| Aion (Europe)         | Fantasy                 | Asmodians a Elyos.                                                                                               | -    | Galeas              |
| BattleKnight          | Středověk               | - | -    | Polog               |
| BiteFight             | Fantasy                 | Upír nebo vlkodlak                                                                                               | -    | Mika                |
| Elsword               | Fantasy                 | Definované postavy                                                                                               | -    | Badidol & Art       |
| Gladiatus             | Klasický starověk       | Gladiátor | -    | Nightmare           |
| Ikariam               | Klasický starověk       | Císař | -    | Badidol             |
| KingsAge              | Medieval                | Král | -    | Nightmare           |
| Metin2                | Fantasy                 | Válečník, ninja, šaman, Sura, Lycan                                                                              | -    | MaxRojale & Grimnir |
| NosTale               | MMORPG Fantasy          | Dobrodruh, šermíř, lukostřelec, mág nebo mistr boje s různými fakultami                                          | -    | Aureli              |
| OGame                 | Futuristic, space opera | Galaktický císař                                                                                                 | -    | Piink               |
| Tanoth                | Fantasy                 | Válečník | -    | Web                 |
| Runes of Magic        | Fantasy                 | Trpaslík, elf a člověk                                                                                           | -    | Celes               |
| TERA                  | Fantasy                 | Lukostřelec, berserk, kopiník, mystik, kněz, vrah, kouzelník, válečník, žnec, střelec, výtržník, ninja, Valkyrie | -    | Threea & Melione    |
| WildGuns              | Far West                | Kovboj, indián, Mexičan                                                                                          | -    | Paso                |
| Wizard 101            | Magic                   | Kouzelníci (oheň, led, bouře, harmonie, život, mýtus nebo smrt)                                                  | -    | Piink               |
| SoulWorker            | MMORPG Action           | Lidé |      | Threea              |
| Kingdom Under Fire II | MMORPG Fantasy          | Lidé |      | Aureli & MissEarp   |